# 小行星3305
小行星3305（3305 Ceadams）是一颗绕太阳运转的小行星，为主小行星带小行星。该小行星于1985年5月21日发现。

## 轨道参数
小行星3305的轨道半长轴为2.6019844 UA，离心率为0.153。